# Szenkowana
Szenkowana – część wsi Donimierz w Polsce, położona w województwie pomorskim, w powiecie wejherowskim, w gminie Szemud.
W latach 1975–1998 Szenkowana administracyjnie należała do województwa gdańskiego.